# Finn Christian Jagge
Finn Christian Jagge (Oslo, 4 aprile 1966 – Oslo, 8 luglio 2020) è stato uno sciatore alpino norvegese.
Slalomista attivo in Coppa del Mondo dal 1985 al 2000, vinse la medaglia d'oro nello slalom speciale ai XVI Giochi olimpici invernali di Albertville 1992.
Jagge fu uno dei primi esponenti dell'emergente squadra norvegese di sci alpino che iniziò ad affermarsi con continuità nei primi anni 1990. Prima di allora la Norvegia, nazione con grandissime tradizioni negli sport invernali, nello sci alpino aveva ottenuto risultati di rilievo soltanto saltuariamente. Durante gli anni 1990 Jagge fu uno dei principali antagonisti di Alberto Tomba nello slalom speciale.

## Biografia
Jagge  era figlio di Liv Christiansen, a sua volta sciatrice alpina di alto livello, e del tennista Finn Dag Jagge. Morì l'8 luglio 2020, a 54 anni, dopo una breve malattia.

### Stagioni 1984-1992
Jagge ottenne i primi risultati internazionali di rilievo ai Mondiali juniores di Sugarloaf 1984, dove vinse la medaglia di bronzo sia nello slalom speciale, sia nella combinata. L'anno dopo partecipò ai Mondiali di Bormio, classificandosi 15º nello slalom speciale. Ottenne il primo risultato di rilievo in Coppa del Mondo il 23 febbraio 1986 a Åre (7º in slalom speciale); nella stessa stagione partecipò ai Mondiali di Crans-Montana, chiudendo 	7º nella combinata. L'anno dopo esordì ai Giochi olimpici invernali: a Calgary 1988 fu 35º nella discesa libera, 9º nella combinata e non concluse il supergigante, lo slalom gigante e lo slalom speciale.
Gareggiò nello slalom speciale ai Mondiali di Vail 1989 e di Saalbach-Hinterglemm 1991, classificandosi rispettivamente al 13º e all'8º posto. Nel dicembre del 1991 colse, sempre in slalom speciale, i primi piazzamenti di massimo livello in Coppa del Mondo: il primo podio il 10 a Sestriere (2º) e la prima vittoria il 17 sulla 3-Tre di Madonna di Campiglio. Nella stessa stagione, ai XVI Giochi olimpici invernali di Albertville 1992, vinse la medaglia d'oro nello slalom speciale, unica gara cui prese parte. Quello fu anche il suo miglior anno in Coppa del Mondo, con il 3º posto nella classifica dello slalom speciale e il 14º in quella generale.

### Stagioni 1993-2000
7º nello slalom speciale dei Mondiali di Morioka del 1993, nel 1994 vinse il prestigioso slalom speciale della Podkoren di Kranjska Gora (il 9 gennaio) e partecipò ai XVII Giochi olimpici invernali di Lillehammer 1994, classificandosi 6º nello slalom speciale. Ai Mondiali della Sierra Nevada del 1996 e di Sestriere del 1997 gareggiò sia in slalom speciale sia in combinata; nel primo caso fu 8º nella combinata e non concluse lo slalom speciale, mentre nel secondo si piazzò rispettivamente 8º e 13º. In quella stagione in Coppa del Mondo fu nuovamente 3º nella classifica dello slalom speciale, oltre che 16º in quella generale.
Ai XVIII Giochi olimpici invernali di Nagano 1998, ultima presenza olimpica di Jagge, fu 7º nello slalom speciale e non completò la combinata, mentre all'addio iridato, Vail/Beaver Creek 1999, fu 18º nello slalom speciale. Anche nel 1999 in Coppa del Mondo fu 3º nella classifica dello slalom speciale e 16º in quella generale, come due anni prima. Ottenne l'ultima vittoria, nonché ultimo podio, nel massimo circuito internazionale il 13 dicembre 1999 a Madonna di Campiglio, sempre in slalom speciale; nella stessa specialità disputò anche la sua ultima prova in carriera, la gara di Coppa del Mondo disputata il 9 marzo 2000 a Schladming, chiudendo al 22º posto.

## Palmarès

### Olimpiadi
- 1 medaglie:
  - 1 oro (slalom speciale ad Albertville 1992)

### Mondiali juniores
- 2 medaglie:
  - 2 bronzi (slalom speciale, combinata a Sugarloaf 1984)

### Coppa del Mondo
- Miglior risultato in classifica generale: 14º nel 1992
- 17 podi (tutti in slalom speciale):
  - 7 vittorie
  - 3 secondi posti
  - 7 terzi posti

#### Coppa del Mondo - vittorie
| Data             | Località             | Paese       | Specialità |
| ---------------- | -------------------- | ----------- | ---------- |
| 17 dicembre 1991 | Madonna di Campiglio | Italia      | SL         |
| 9 gennaio 1994   | Kranjska Gora        | Slovenia    | SL         |
| 15 marzo 1997    | Vail                 | Stati Uniti | SL         |
| 15 dicembre 1997 | Sestriere            | Italia      | SL         |
| 14 dicembre 1998 | Sestriere            | Italia      | SL         |
| 28 febbraio 1999 | Ofterschwang         | Germania    | SL         |
| 13 dicembre 1999 | Madonna di Campiglio | Italia      | SL         |

Legenda:

SL = slalom speciale

### Campionati norvegesi
- 15 medaglie (dati parziali fino alla stagione 1991-1992)[3]:
  - 8 ori (slalom speciale nel 1985; slalom gigante, slalom speciale nel 1988; combinata nel 1989; slalom speciale nel 1991; slalom speciale nel 1993; slalom speciale nel 1994; slalom speciale nel 1996)[4]
  - 4 argenti (slalom gigante, slalom speciale[senza fonte] nel 1989; slalom speciale[senza fonte] nel 1992; slalom speciale nel 1997)
  - 3 bronzi (combinata[senza fonte] nel 1985; supergigante[senza fonte] nel 1989; slalom speciale nel 1995)